# F.V. Mansa
Frederik Vilhelm Mansa (født 29. januar 1794 på Marienlyst Slot ved Helsingør, død 1. oktober 1879 på Frederiksberg) var en dansk læge og medicinhistoriker, søn af Johan Ludvig Mansa.
Mansa tog kirurgisk eksamen 1818, blev 1825 bataljonskirurg i København, 1835 divisionskirurg i Søetaten og 1845—64 stabslæge i Søetaten.
Mansa skrev en mængde medicinske afhandlinger, men har navnlig vundet et stort navn som medicinhistoriker. Sammen med Herholdt udgav han Samlinger til den danske Medicinalhistorie (1833—35), i Historisk Tidsskrift skrev han Pesten i Helsingør og København 1710-11, der udkom i en ny forøget udgave 1854.
Hans hovedværk var: Bidrag til Folkesygdommenes og Sundhedsplejens Historie i Danmark fra de ældste Tider til Beg. af 18. Aarhundrede. (1873). Alle Mansas historiske arbejder er støttede til meget vidtløftige og omhyggelige arkivstudier.
Mansa blev Ridder af Dannebrog 1843, Dannebrogsmand 1853 og Kommandør 1864.
Han er begravet på Holmens Kirkegård.
Der findes et portrætmaleri af J.V. Gertner fra 1850 (Frederiksborgmuseet). Tegning af Andreas Herman Hunæus fra 1854. Litografi af I.W. Tegner & Kittendorff 1853 efter daguerreotypi og litografi af samme 1856. Buste af Theobald Thielemann fra 1864. Xylografier 1869 og 1879. Fotografier af Peter Most og 1861 af ukendt fotograf.
Mansasvej i Valby ("Valby Vænge") er opkaldt efter F.V. Mansa.